# Copa Libertadores 1974
Die Copa Libertadores 1974 war die 15. Auflage des wichtigsten südamerikanischen Fußballwettbewerbs für Vereinsmannschaften. 21 Mannschaften nahmen teil. Es nahmen jeweils die Landesmeister der CONMEBOL-Länder und die Zweiten teil, beziehungsweise der Gewinner und Finalist des Pokalwettbewerbs in Bolivien, da dort noch keine nationale Meisterschaft ausgetragen wurde. Das Teilnehmerfeld komplettierte Titelverteidiger CA Independiente. Das Turnier begann am 6. Februar und endete am 19. Oktober 1974 mit dem Final-Entscheidungsspiel. Der argentinische Vertreter CA Independiente gewann das Finale gegen den FC São Paulo und konnte damit seinen Titel aus dem Vorjahr verteidigen und zum fünften Mal die Copa Libertadores gewinnen.

## 1. Gruppenphase

### Gruppe 1
| Pl. | Verein                | Sp. | S | U | N | Tore    | Diff. | Punkte |
| --- | --------------------- | --- | - | - | - | ------- | ----- | ------ |
| 1.  | Club Atlético Huracán | 6   | 5 | 0 | 1 | 013:400 | +9    | 10     |
| 2.  | Rosario Central       | 6   | 5 | 0 | 1 | 011:200 | +9    | 10     |
| 3.  | Unión Española        | 6   | 2 | 0 | 4 | 006:140 | −8    | 04     |
| 4.  | CSD Colo-Colo         | 6   | 0 | 0 | 6 | 003:130 | −10   | 0      |

|                       |   |                       | Hinspiel | Rückspiel |
| --------------------- | - | --------------------- | -------- | --------- |
| Rosario Central       | - | Club Atlético Huracán | 1:0      | 0:1       |
| Club Atlético Huracán | - | CSD Colo-Colo         | 2:0      | 2:1       |
| Unión Española        | - | CSD Colo-Colo         | 2:1      | 2:0       |
| Unión Española        | - | Club Atlético Huracán | 1:3      | 1:5       |
| Rosario Central       | - | CSD Colo-Colo         | 2:0      | 3:1       |
| Unión Española        | - | Rosario Central       | 0:1      | 0:4       |

### Gruppe 2
| Pl. | Verein                 | Sp. | S | U | N | Tore    | Diff. | Punkte |
| --- | ---------------------- | --- | - | - | - | ------- | ----- | ------ |
| 1.  | FC São Paulo           | 6   | 4 | 2 | 0 | 014:500 | +9    | 10     |
| 2.  | Palmeiras São Paulo    | 6   | 3 | 0 | 3 | 007:500 | +2    | 06     |
| 3.  | Deportivo Municipal    | 6   | 1 | 2 | 3 | 009:110 | −2    | 04     |
| 4.  | Club Jorge Wilstermann | 6   | 2 | 0 | 4 | 004:130 | −9    | 04     |

|                        |   |                     | Hinspiel | Rückspiel |
| ---------------------- | - | ------------------- | -------- | --------- |
| FC São Paulo           | - | Palmeiras São Paulo | 2:0      | 2:1       |
| Club Jorge Wilstermann | - | Palmeiras São Paulo | 1:0      | 0:2       |
| Deportivo Municipal    | - | Palmeiras São Paulo | 0:1      | 0:3       |
| Club Jorge Wilstermann | - | FC São Paulo        | 0:1      | 0:5       |
| Deportivo Municipal    | - | FC São Paulo        | 1:1      | 3:3       |
| Club Jorge Wilstermann | - | Deportivo Municipal | 1:0      | 2:5       |

### Gruppe 3
| Pl. | Verein             | Sp. | S | U | N | Tore    | Diff. | Punkte |
| --- | ------------------ | --- | - | - | - | ------- | ----- | ------ |
| 1.  | CD Los Millonarios | 6   | 4 | 1 | 1 | 010:600 | +4    | 09     |
| 2.  | Atlético Nacional  | 6   | 3 | 1 | 2 | 008:700 | +1    | 07     |
| 3.  | Portuguesa FC      | 6   | 2 | 2 | 2 | 004:500 | −1    | 06     |
| 4.  | Carabobo FC        | 6   | 0 | 2 | 4 | 004:800 | −4    | 02     |

|                   |   |                    | Hinspiel | Rückspiel |
| ----------------- | - | ------------------ | -------- | --------- |
| Portuguesa FC     | - | Carabobo FC        | 0:0      | 1:0       |
| Atlético Nacional | - | CD Los Millonarios | 0:3      | 1:2       |
| Portuguesa FC     | - | CD Los Millonarios | 2:0      | 1:2       |
| Carabobo FC       | - | Atlético Nacional  | 1:2      | 1:2       |
| Carabobo FC       | - | CD Los Millonarios | 1:1      | 1:2       |
| Portuguesa FC     | - | Atlético Nacional  | 0:0      | 0:3       |

### Gruppe 4
| Pl. | Verein                           | Sp. | S | U | N | Tore    | Diff. | Punkte |
| --- | -------------------------------- | --- | - | - | - | ------- | ----- | ------ |
| 1.  | Defensor Lima                    | 6   | 4 | 1 | 1 | 007:200 | +5    | 09     |
| 2.  | CD El Nacional                   | 6   | 3 | 2 | 1 | 009:300 | +6    | 08     |
| 3.  | Universidad Católica del Ecuador | 6   | 1 | 2 | 3 | 002:500 | −3    | 04     |
| 4.  | Sporting Cristal                 | 6   | 1 | 1 | 4 | 003:110 | −8    | 03     |

|                                  |   |                                  | Hinspiel | Rückspiel |
| -------------------------------- | - | -------------------------------- | -------- | --------- |
| Defensor Lima                    | - | Sporting Cristal                 | 2:0      | 2:0       |
| CD El Nacional                   | - | Universidad Católica del Ecuador | 2:0      | 0:0       |
| Universidad Católica del Ecuador | - | Defensor Lima                    | 1:0      | 0:1       |
| CD El Nacional                   | - | Defensor Lima                    | 0:0      | 1:2       |
| Universidad Católica del Ecuador | - | Sporting Cristal                 | 0:0      | 1:2       |
| CD El Nacional                   | - | Sporting Cristal                 | 3:0      | 3:1       |

### Gruppe 5
| Pl. | Verein              | Sp. | S | U | N | Tore    | Diff. | Punkte |
| --- | ------------------- | --- | - | - | - | ------- | ----- | ------ |
| 1.  | Peñarol Montevideo  | 6   | 3 | 2 | 1 | 005:300 | +2    | 08     |
| 2.  | Club Cerro Porteño  | 6   | 2 | 3 | 1 | 007:600 | +1    | 07     |
| 3.  | Club Olimpia        | 6   | 1 | 3 | 2 | 004:500 | −1    | 05     |
| 4.  | Nacional Montevideo | 6   | 1 | 2 | 3 | 006:800 | −2    | 04     |

|                     |   |                    | Hinspiel | Rückspiel |
| ------------------- | - | ------------------ | -------- | --------- |
| Club Cerro Porteño  | - | Club Olimpia       | 1:0      | 1:1       |
| Nacional Montevideo | - | Peñarol Montevideo | 0:1      | 2:0       |
| Peñarol Montevideo  | - | Club Olimpia       | 0:0      | 2:0       |
| Nacional Montevideo | - | Club Cerro Porteño | 1:2      | 2:2       |
| Nacional Montevideo | - | Club Olimpia       | 1:1      | 0:2       |
| Peñarol Montevideo  | - | Club Cerro Porteño | 1:0      | 1:1       |

## 2. Gruppenphase

### Gruppe 1
| Pl. | Verein                | Sp. | S | U | N | Tore    | Diff. | Punkte |
| --- | --------------------- | --- | - | - | - | ------- | ----- | ------ |
| 1.  | CA Independiente      | 4   | 2 | 2 | 0 | 008:400 | +4    | 06     |
| 2.  | Peñarol Montevideo    | 4   | 1 | 2 | 1 | 007:500 | +2    | 04     |
| 3.  | Club Atlético Huracán | 4   | 0 | 2 | 2 | 002:800 | −6    | 02     |

|                       |   |                       | Hinspiel | Rückspiel |
| --------------------- | - | --------------------- | -------- | --------- |
| Club Atlético Huracán | - | CA Independiente      | 1:1      | 0:3       |
| Peñarol Montevideo    | - | Club Atlético Huracán | 1:1      | 3:0       |
| Peñarol Montevideo    | - | CA Independiente      | 2:3      | 1:1       |

### Gruppe 2
| Pl. | Verein             | Sp. | S | U | N | Tore    | Diff. | Punkte |
| --- | ------------------ | --- | - | - | - | ------- | ----- | ------ |
| 1.  | FC São Paulo       | 4   | 3 | 1 | 0 | 009:100 | +8    | 07     |
| 2.  | CD Los Millonarios | 4   | 2 | 1 | 1 | 005:500 | ±0    | 05     |
| 3.  | Defensor Lima      | 4   | 0 | 0 | 4 | 001:100 | −9    | 0      |

|                    |   |               | Hinspiel | Rückspiel |
| ------------------ | - | ------------- | -------- | --------- |
| CD Los Millonarios | - | FC São Paulo  | 1:1      | 0:4       |
| Defensor Lima      | - | FC São Paulo  | 0:1      | 0:4       |
| CD Los Millonarios | - | Defensor Lima | 1:0      | 4:1       |

## Finale

### Hinspiel
| FC São Paulo                                                  | FC São Paulo | CA Independiente | CA Independiente |
| ------------------------------------------------------------- | --- | --- | ---------------- |
| FC São Paulo                                                  | \| 12. Oktober 1974 in São Paulo, Brasilien (Estádio do Morumbi) \| \| Ergebnis: 2:1 (0:1) \| \| Zuschauer: 50.000 \| \| Schiedsrichter: Edison Pérez Núñez ( Peru) \| | \| 12. Oktober 1974 in São Paulo, Brasilien (Estádio do Morumbi) \| \| Ergebnis: 2:1 (0:1) \| \| Zuschauer: 50.000 \| \| Schiedsrichter: Edison Pérez Núñez ( Peru) \|                                                          | CA Independiente |
| FC São Paulo                                                  | Valdir Peres – Nelson, Paranhos, Arlindo, Gilberto Sorriso, Avanzi (Chicão), Zé Carlos (Mauro Madureira), Pedro Rocha, Terto, Mirandinha, Piau Cheftrainer: José Poy   | Carlos Gay – Eduardo Antonio Commisso, Francisco Sá, Miguel Ángel López, Ricardo Pavoni, Rubén Galván, Miguel Ángel Raimondo, Hugo Saggioratto, Agustín Balbuena, Ricardo Bochini, Daniel Bertoni Cheftrainer: Roberto Ferreiro | CA Independiente |
| FC São Paulo                                                  | 1:1 Pedro Rocha (48.) 2:1 Mirandinha (50.) | 0:1 Hugo Saggioratto (28.) | CA Independiente |
| 12. Oktober 1974 in São Paulo, Brasilien (Estádio do Morumbi) | | |                  |
| Ergebnis: 2:1 (0:1)                                           | | |                  |
| Zuschauer: 50.000                                             | | |                  |
| Schiedsrichter: Edison Pérez Núñez ( Peru)                    | | |                  |

### Rückspiel
| CA Independiente                                                        | CA Independiente | FC São Paulo | FC São Paulo |
| ----------------------------------------------------------------------- | --- | --- | ------------ |
| CA Independiente                                                        | \| 16. Oktober 1974 in Avellaneda, Argentinien (Estadio Almirante Cordero) \| \| Ergebnis: 2:0 (1:0) \| \| Zuschauer: 55.000 \| \| Schiedsrichter: Ramón Barreto ( Uruguay) \|                                                                                    | \| 16. Oktober 1974 in Avellaneda, Argentinien (Estadio Almirante Cordero) \| \| Ergebnis: 2:0 (1:0) \| \| Zuschauer: 55.000 \| \| Schiedsrichter: Ramón Barreto ( Uruguay) \| | FC São Paulo |
| CA Independiente                                                        | Carlos Gay – Eduardo Antonio Commisso, Francisco Sá, Miguel Ángel López, Ricardo Pavoni, Rubén Galván, Miguel Ángel Raimondo, Hugo Saggioratto, Agustín Balbuena, Ricardo Bochini, Daniel Bertoni (Alejandro Estanislao Semenewicz) Cheftrainer: Roberto Ferreiro | Valdir Peres – Nelson, Paranhos, Arlindo, Gilberto Sorriso, Chicão, Pedro Rocha, Mauro Madureira, Terto, Mirandinha, Piau Cheftrainer: José Poy                                | FC São Paulo |
| CA Independiente                                                        | 1:0 Ricardo Bochini (34.) 2:0 Agustín Balbuena (48.) | | FC São Paulo |
| 16. Oktober 1974 in Avellaneda, Argentinien (Estadio Almirante Cordero) | | |              |
| Ergebnis: 2:0 (1:0)                                                     | | |              |
| Zuschauer: 55.000                                                       | | |              |
| Schiedsrichter: Ramón Barreto ( Uruguay)                                | | |              |

### Entscheidungsspiel
| CA Independiente                                       | CA Independiente | FC São Paulo | FC São Paulo |
| ------------------------------------------------------ | --- | --- | ------------ |
| CA Independiente                                       | \| 19. Oktober 1974 in Santiago, Chile (Estadio Nacional) \| \| Ergebnis: 1:0 (1:0) \| \| Zuschauer: 55.000 \| \| Schiedsrichter: César Orozco ( Peru) \| | \| 19. Oktober 1974 in Santiago, Chile (Estadio Nacional) \| \| Ergebnis: 1:0 (1:0) \| \| Zuschauer: 55.000 \| \| Schiedsrichter: César Orozco ( Peru) \|                  | FC São Paulo |
| CA Independiente                                       | Carlos Gay – Eduardo Antonio Commisso, Francisco Sá, Miguel Ángel López, Ricardo Pavoni, Rubén Galván, Miguel Ángel Raimondo, Alejandro Estanislao Semenewicz, Agustín Balbuena (Osvaldo Miguel Carrica), Ricardo Bochini, Daniel Bertoni (Luis Alberto Giribet) Cheftrainer: Roberto Ferreiro | Valdir Peres – Pablo Forlán, Paranhos, Arlindo, Gilberto Sorriso (Nelson), Chicão, Zé Carlos (Silva), Pedro Rocha, Mauro Madureira, Mirandinha, Piau Cheftrainer: José Poy | FC São Paulo |
| CA Independiente                                       | 1:0 Ricardo Pavoni (37.) | | FC São Paulo |
| 19. Oktober 1974 in Santiago, Chile (Estadio Nacional) | | |              |
| Ergebnis: 1:0 (1:0)                                    | | |              |
| Zuschauer: 55.000                                      | | |              |
| Schiedsrichter: César Orozco ( Peru)                   | | |              |